# Ambassade du Malawi en Belgique
 (août 2025).
L'ambassade du Malawi en Belgique est la représentation diplomatique de la République du Malawi en Belgique. Elle est située à Auderghem et son ambassadrice est, depuis 2008, Brave Rona Ndisale.

## Ambassade
L'ambassade est située sur l'avenue Hermann Debroux à Auderghem, l'une des communes de Bruxelles-Capitale.

## Ambassadeurs du Malawi en Belgique
Depuis le 4 juin 2008, l'ambassadrice du Malawi en Belgique est Brave Rona Ndisale. Cette dernière est également ambassadrice de la République du Malawi au Luxembourg, aux Pays-Bas, en Suisse, en Italie et en France.